# Lake Te Au
Der Lake Te Au ist ein See in der Region Southland auf der Südinsel von Neuseeland.

## Geographie
Der auf einer Höhe von 351 m liegende Lake Te Au befindet sich im Fiordland National Park, zwischen dem Lake Duncan im Nordnordosten und dem Lake Hilda im Südsüdosten. Das westliche Ende des South Fiord, einem Arm des Lake Te Anau, liegt rund 4,5 km südöstlich. Der 1,52 km² große See erstreckt sich über eine Länge von rund 2,5 km in Nordnordwest-Südsüdost-Richtung und misst an seiner breitesten Stelle rund 855 m in Westsüdwest-Ostnordost-Richtung.
Gefüllt wird der Lake Te Au durch den von Norden kommenden Esk Burn, der im südlichen Teil des Sees den See über ein rund 265 m langes Teilstück des Esk Burn zum 12 m niedriger liegenden Lake Hilda hin entwässert.